# Super Besse
Super Besse is een wintersportoord in het Centraal Massief. Het dalstation is gelegen in de gemeente Besse-et-Saint-Anastaise.

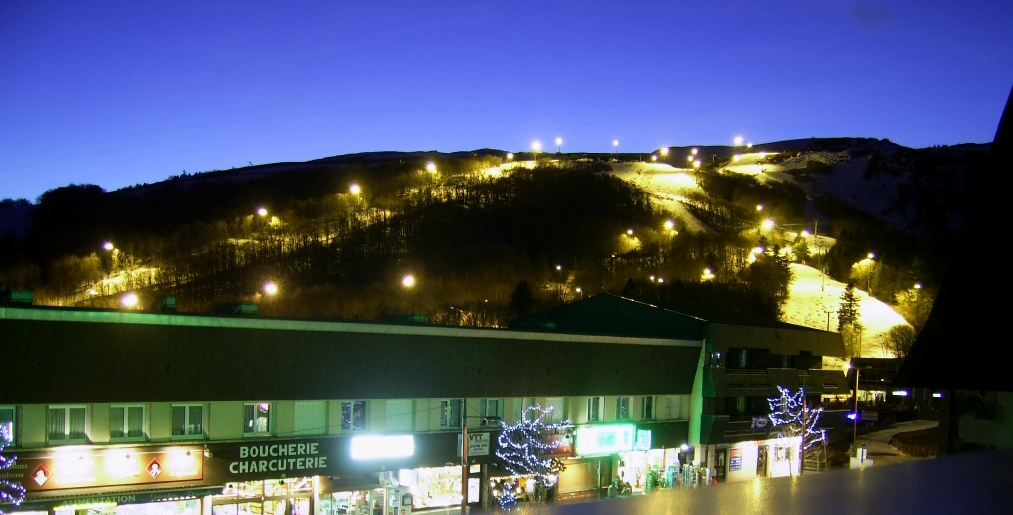
Super Besse

Super Besse heeft 43 km skigebied, verdeeld over 27 pistes. Van die 27 zijn er 5 groene, 9 blauwe, 9 rode en 4 zwarte pistes. Daarnaast zijn er 22 liften, waaronder één funitel, vier stoeltjesliften en zestien sleepliften.

## Wielersport
Super Besse is bekend van de wielerkoers Ronde van Frankrijk. Vier keer was Super Besse aankomstplaats van een etappe. De finish lag daarbij op de flanken van de helling van de Puy de Sancy.
De ritwinnaars in Super Besse zijn:
- 1978: Paul Wellens
- 1996: Rolf Sörensen
- 2008: Alejandro Valverde  (Na diskwalificatie Riccardo Riccò )
- 2011: Rui Costa